# オラ・ソイ・ヘルマン
ヘルマン・アレハンドロ・ガルメンディア・アラニス（Germán Alejandro Garmendia Aranis、1990年4月25日 - ）は、チリ共和国、コピアポ出身のYouTuber、コメディアン、ミュージシャン、歌手、また中南米とスペインの多くの書店で扱われた著作＃Chupaelperroの著者である。YouTubeではオラ・ソイ・ヘルマン（HolaSoyGerman、スペイン語で「やあ！おれはヘルマン」の意）の名で知られる。またTwitter、Facebook、Instagramでもアカウントを持ち、HolaSoyGerman以外にもJuegaGermanというチャンネルで、ゲーム実況動画を投稿している。また最近ではAncudという自身が手がけ歌う音楽チャンネルの配信をスタートしている。
2011年9月にYouTubeのチャンネルを開設する。主に、モノマネ、ゲーム実況、あるあるネタなどの動画を投稿している。2017年現在は恋人Leleと同棲中で、時折共に撮影をし、家の内装・外装を紹介したり、愛犬たちや愛猫たちの動画をアップしている。その動画のユニークさ、面白さから2015年にはチャンネル登録者数が世界第2位のチャンネルとなる。スペイン語圏を中心とした地域で人気がある。
2019年現在、3番目にチャンネル登録されている、登録者数は3900万人以上。
ビデオ撮影中はとてもおちゃらけた性格、とても面白い人柄に見えるが、動画内で、昔は今ほど外交的ではなく、シャイであったことを述べている。実際過去にいじめにあったこともカミングアウトし、いじめに立ち向かう人々を応援するようなシリアスな動画もたまにアップしている。また実生活では、世界的にとても有名人であるため、住居に100人以上のファンが通い、礼節をわきまえないファンからのいやがらせを幾度なく受け、何度も家を変えなくてはならなくなった。
投稿されたビデオのうち、実況された多くのゲームが日本のゲームである（ゼルダの冒険、スーパーマリオ、その他フラッシュゲームに登場するようなキャラクターが出るゲームなど）。その中でも特にポケモンが大好きであり、ゲーム実況の際、ヒトカゲ、フシギダネの人形を肩に乗せるなどしている。特にヒトカゲ、リザードンを好む。